# تردش هیدروژنی

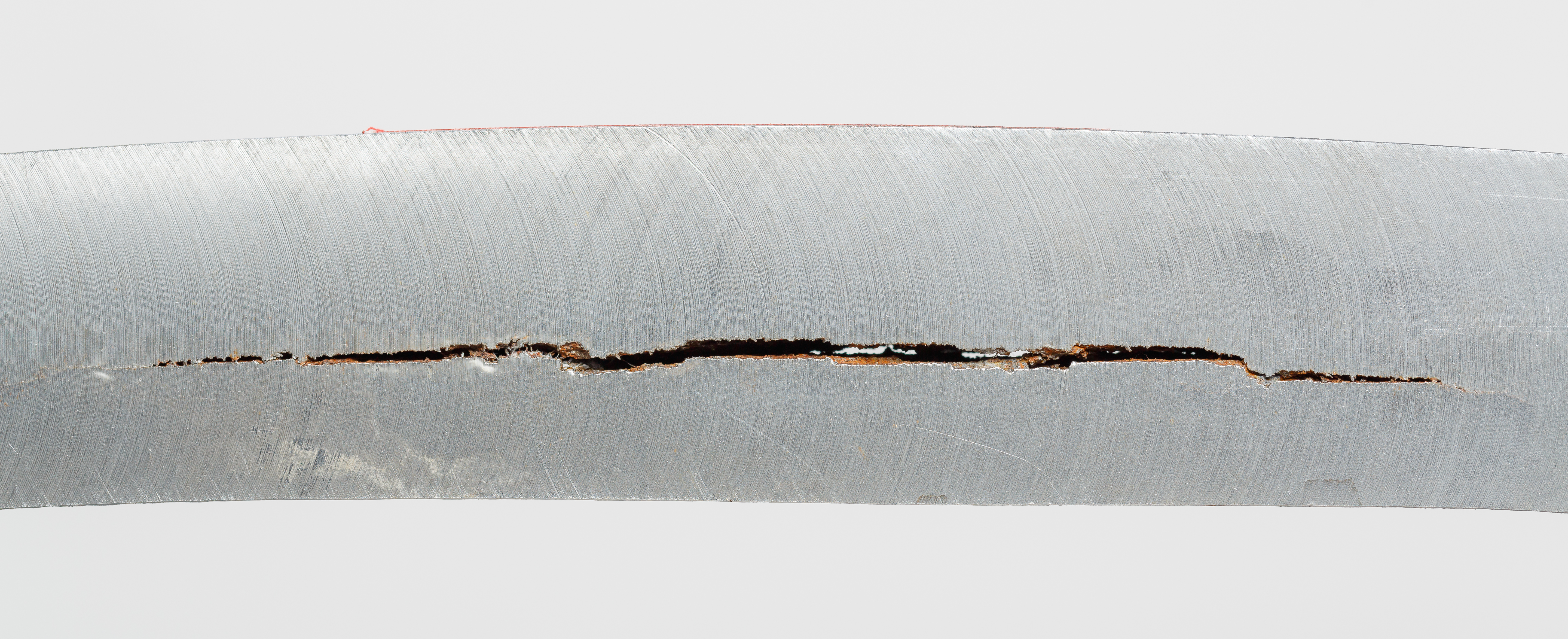
ترک القا شده توسط هیدروژن

تردی هیدروژنی (به انگلیسی: Hydrogen Embrittlement) که به عناوین ترک ناشی از هیدروژن (به انگلیسی: hydrogen assisted cracking) و ترک القایی توسط هیدروژن (به انگلیسی: hydrogen-induced cracking) نیز شناخته می‌شود، پدیده‌ای است که ترد شدن یک فلز را توسط هیدروژن نفوذکننده توصیف می‌کند. اطلاعات اساسی در رابطه با تردی هیدروژنی فولاد، از حدود ۱۴۰ سال پیش شناخته شده‌است.در اصل، این هیدروژن اتمی نفوذ کننده است که برای سختی آهن و فولاد مضر است. این پدیده در دماهای پایین رخ می‌دهد. اکثر فلزات در دماهای بالای ۱۵۰ درجه سلسیوس، در برابر تردی هیدروژنی مقاوم هستند.
در فولادها، یون‌های قابل انتشار از آبی تهیه می‌شوند که معمولاً توسط یک فرایند مرطوب الکتروشیمیایی مانند آبکاری تولید می‌شود. این پدیده کاملاً با فرایند حمله هیدروژنی که در دماهای بالا صورت می‌گیرد متمایز است (فولادها در دمای بالای ۴۰۰ درجه سلسیوس مورد حمله گاز هیدروژن قرار می‌گیرند).
برای رخ دادن این پدیده، ترکیبی از سه شرط زیر لازم است:
1. حضور و نفوذ اتم‌ها یا یون‌های هیدروژن
2. ماده مستعد
3. تنش

هیدروژن قابل نفوذ می‌توانند هنگام عملیات‌هایی مثل شکل دهی، آبکاری، اندودن یا تمیزکاری تولید شوند. رایج‌ترین علل این نوع شکست، آبکاری کنترل نشده یا جوشکاری بد با الکترودهای مرطوب هستند. این عملیات‌ها، یون‌های هیدروژن تولید می‌کنند که در فلز حل می‌شوند. همچنین ممکن است هیدروژن با مرور زمان (تردی خارجی)، قرار گرفتن در معرض محیط (خاک و مواد شیمیایی از جمله آب)، فرایندهای خوردگی (خصوصا خوردگی گالوانی) از جمله خوردگی یک پوشش و حفاظت کاتدی، وارد شود. اتم‌های هیدروژن بسیار کوچک هستند و به صورت بین نشینی در فولاد نفوذ می‌کنند. این اتم‌ها تقریباً در میان اتم‌های حل شونده متحرک هستند و چند دقیقه پس از تولید شدن، از محل تولید نفوذ می‌کنند.

## تاریخچه
پدیده تردی هیدروژنی برای نخستین بار توسط جانسون در سال ۱۸۷۵ میلادی تشریح شد. نتایج زیر از مقاله او استخراج می‌شود.
1. این هیدروژن است که باعث تردی فولاد می‌شود، نه اسید.
2. هیدروژن در این پدیده، نفوذ کننده است نه مولکولی.
3. هیدروژن نفوذ کننده است که باعث تردی می‌شود، پس این پدیده برگشت‌پذیر است.
4. بیرون آمدن هیدروژن نفوذ کننده از فولاد باعث ایجاد حباب می‌شود.
5. هر چه فولاد مستحکم تر باشد، بیشتر مستعد این پدیده است.

بنابراین می‌توان با جلوگیری از ورود هیدروژن به فولاد یا بی حرکت کردن آن، اثرات مضر آن را کاهش داد.

## مکانیزم‌ها
تردی هیدروژنی فرایندی پیچیده‌است شامل میکرو مکانیسم‌های متمایزی که لزوماً همه آنها وجود ندارند. این مکانیسم‌ها شامل تشکیل هیدرید‌های ترد، ایجاد حفره‌هایی که منجر به ایجاد حباب‌های فشار بالا، افزایش تجزیه در سطوح داخلی و قابلیت تغییر شکل در نوک ترک‌ها شود که به گسترش ترک‌ها کمک می‌کند. مکانیسم‌های بسیاری ارائه شده‌اند و مورد بررسی قرار گرفته‌اند که تردی فلزات را هنگام حل شدن هیدروژن قابل نفوذ در آن‌ها توضیح دهند. از آن‌جا که هیدروژن متحرک و قابل نفوذ است، این پدیده فقط هنگامی رخ می‌دهد که الف) هیدروژن در تله‌های میکروسکوپی گرفته شود، ب) این تله‌ها باعث شکنندگی شوند. در سال‌های گذشته این مسئله مورد تأیید قرار گرفته‌است که تردی هیدروژنی یک پدیده پیچیده‌است و به محیط و جنس ماده بستگی دارد و هیچ مکانیسمی در آن به صورت منحصر به فرد عمل نمی‌کند.
- فشار داخلی: گونه‌های جذب شده هیدروژن، دوباره با هم ترکیب می‌شوند تا مولکول‌های هیدروژن را تشکیل دهند. این اتفاق منجر به ایجاد فشار داخل فلز می‌شود. افزایش این فشار می‌تواند شکل‌پذیری، سختی و مقاومت کششی فلز را کاهش دهد تا نقطه‌ای که ترک گسترش پیدا کند.[۱۰]
- شکل‌پذیری تقویت شده موضعی هیدروژنی: هنگامی که تولید و حرکت نابجایی‌ها تقویت شده و باعث تغییر شکل موضعی مانند تغییر شکل در نوک ترک و گسترش آن می‌شود، ظاهر شکست ترد می‌شود.[۹][۳]
- کاهش انتشار نابجایی بر اثر هیدروژن: شبیه‌سازی دینامیک مولکولی، یک انتقال از شکل‌پذیری به تردی را نشان می‌دهد که این انتقال، حاصل از توقف حرکت نابجایی‌ها در نوک ترک توسط هیدروژن حل شده‌است. این از گرد شدن نوک ترک جلوگیری می‌کند، بنابر این باعث شکست ترد می‌شود.[۱۱]
- تجزیه تقویت شده هیدروژنی: افزایش حلالیت هیدروژن در محدوده استحکام کششی، برای مثال در نوک ترک یا نقاطی با مقاومت کششی داخلی یا در محدوده کششی نابه جایی لبه ای، استحکام تسلیم را به صورت موضعی کاهش می‌دهد.[۳]
- تشکیل هیدرید فلز: تشکیل هیدریدهای ترد از ماده مادر به ترک‌ها این اجازه را می‌دهد که به صورت ترد گسترش پیدا کنند.[۱۲] این مشکل منحصراً به آلیاژهای وانادیم اختصاص دارد ولی معمولاً اکثر آلیاژها هیدرید تشکیل نمی‌دهند.
- تغییر فاز: این برای موادی رخ می‌دهد که در حضور هیدروژن، فاز جدیدشان شکل‌پذیری کمتری دارد.

هیدروژن ترکیبات متنوعی شامل فولاد، آلومینیوم (فقط در دمای بالا) و تیتانیوم را ترد می‌کند. علیرغم اینکه فلزات آستمپر شده در مقابل تردی هیدروژنی مقاومت نشان می‌دهند، آهن آستمپر شده نیز در معرض این پدیده است.
ناسا بررسی کرد که کدام فلزات در معرض ترد شدن هستند و کدام فقط در معرض حمله هیدروژنی دمابالا هستند: آلیاژهای نیکل، فولادهای زنگ نزن آستنیتی، آلومینیوم و آلیاژهای آن. و مس (از جمله آلیاژهای آن). همچنین آزمایشگاه ملی سندیا یک راهنمای جامعه تولید کرده‌است.

### فولاد
فولاد با استحکام کششی نهایی کمتر از ۱۰۰۰ مگاپاسکال، یا سختی کمتر از 32 HRC، عموماً در معرض تردی هیدروژنی در نظر گرفته نمی‌شود. به عنوان نمونه‌ای از تردی شدید هیدروژنی، کشیدگی هنگام شکست نمونه‌های صیقلی در معرض هیدروژن فشار بالا، از ۱۷٪ به ۱٫۷٪ کاهش پیدا کرد.

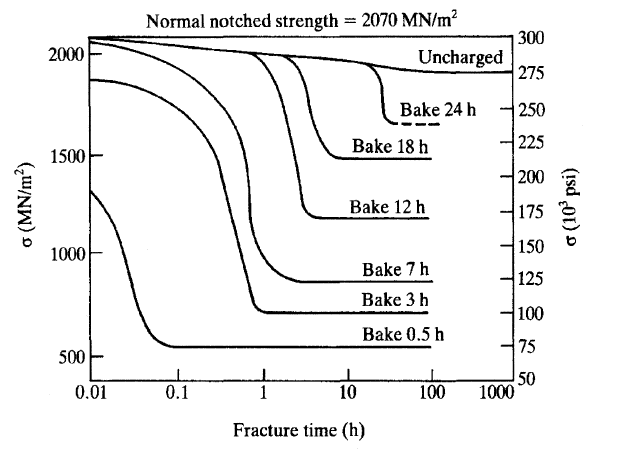
فولادها توسط هیدروژن از طریق شارژ کاتدی ترد شده‌اند. از طریق عملیات حرارتی پختن، هیدروژن داخل فولاد کم می‌شود. فولادی که در زمان کمتری پخته شده‌است، به دلیل هیدروژن بیشتر، زودتر می‌شکند.

هر چه استحکام فولاد بیشتر باشد، چقرمگی شکست کم می‌شود و احتمال شکست در اثر تردی هیدروژنی افزایش می‌یابد. در فولادهای استحکام بالا، سختی بالای 32 HRC می‌تواند در معرض شکست زودهنگام بر اثر تردی هیدروژنی بعد از فرایندهای آبکاری که هیدروژن تولید می‌کنند، باشد. آنها همچنین پس از هفته‌ها تا دهه‌ها قرار گرفتن در سرویس، به دلیل تجمع هیدروژن حاصل از حفاظت کاتدی یا منابع دیگر، دچار شکست طولانی مدت می‌شوند. شکست‌های بسیار زیادی در فولادهای درجه سختی 32-36 HRC و بالاتر گزارش شده‌است؛ بنابراین قطعات با این درجه سختی باید هنگام کنترل کیفیت باید بررسی گردند.

### مس
آلیاژهای مس که در ترکیبات آنها اکسیژن حضور دارد، در حضور هیدروژن داغ ترد می‌شوند. هیدروژن در مس نفوذ می‌کند و با ترکیب مس اکسید واکنش می‌دهد و آب تولید می‌کند، که باعث ایجاد حباب‌های فشار بالا در مرزهای دانه می‌شود. این فرایند باعث می‌شود دانه‌ها از هم دور شوند و با عنوان تردی بخار شناخته می‌شود.

### وانادیم، نیکل و تیتانیوم
تعداد زیادی از آلیاژهای وانادیم نیکل و تیتانیوم مقدار قابل توجهی از هیدروژن را جذب می‌کنند. این می‌تواند منجر به انبساط حجم زیاد و آسیب به ساختار بلوری شود و آلیاژ را بسیار ترد کند. این مسئله خاص هنگام جستجو برای آلیاژهای غیر پالادیوم برای استفاده در غشای جداسازی هیدروژن، اهمیت پیدا می‌کند.
در حالی که بیشتر شکست‌ها از طریق شکست سریع بوده‌است، شواهد تجربی نشان می‌دهد که هیدروژن می‌تواند بر ویژگی‌های خستگی فولادها تأثیر بگذارد. با توجه به مکانیسم‌های ارائه شده برای تردی، این مسئله برای شکست سریع کاملاً مورد انتظار است.به‌طور کلی، هیدروژن تأثیر زیادی بر خستگی تنش بالا و سیکل پایین و تأثیر کمی بر خستگی سیکل بالا دارد.
هنگام تولید، هیدروژن را می‌توان از طریق فرایندهایی مثل اندودن فسفات، اسیدشویی، آبکاری الکتریکی، ریخته‌گری، کربن سازی، تمیز کردن سطح، ماشینکاری الکتروشیمیایی، جوشکاری و عملیات‌های حرارتی در قطعات نفوذ داد.
هنگام استفاده از قطعه، هیدروژن می‌تواند در فلز از طریق خوردگی مرطوب یا استفاده نادرست از اقدامات حفاظتی مثل حفاظت کاتدی حل شود. در یک مورد از شکست‌ها هنگام ساخت و ساز میله‌های گالوانیزه پل سن فرنسیسکو-اوکلند ۵ سال قبل از تحت کشش قرار گرفتن مرطوب مانده بودند. واکنش روی و آب باعث نفوذ هیدروژن داخل فولاد شد.
یک مورد دیگر از تردی به هنگام ساخت، جوشکاری ضعیف با قوس الکتریکی است که در آن هیدروژن از طریق رطوبت آزاد می‌شود، مثل پوشش الکترودهای جوشکاری یا میله‌های جوشکاری مرطوب.برای به حداقل رساندن این اتفاق، الکترودهای ویژه کم هیدروژن در جوشکاری فولادهای مستحکم استفاده می‌شود.
جدا از جوشکاری با قوس الکتریکی، رایج‌ترین مشکلات مربوط به فرایندهای شیمیایی یا الکتروشیمیایی است که یون‌های هیدروژن در سطح تولید می‌کنند و به سرعت در فلز حل می‌شوند. یکی از این واکنش‌های شیمیایی شامل سولفید هیدروژن در ترک خوردگی سولفید بر اثر تنش است که مشکلی مهم برای صنعت نفت و گاز است.
پس از یک فرایند تولید که ممکن است باعث نفوذ هیدروژن شود، قطعه باید پخته شود تا هیدروژن حذف یا بی حرکت شود.
می‌توان به روش‌های مختلفی از تردی هیدروژنی جلوگیری کرد، که همه آنها متمرکز بر به حداقل رسانیدن تماس فلز و هیدروژن به خصوص هنگام ساخت و الکترولیز آب است. از فرایندهای ترد کننده مثل اسیدشویی و همچنین افزایش تماس با عناصری مثل سولفور و فسفات باید جلوگیری کرد. استفاده از محلول مناسب برای آبکاری نیز می‌تواند از تردی هیدروژنی جلوگیری کند.
در صورتی که قطعه هنوز ترک نخورده، تردی هیدروژنی می‌تواند با حذف منبع هیدروژن و خارج کردن هیدروژن از فلز از طریق عملیات حرارتی، به حالت قبلی خود بازگردد. عملیاتی که در آن تردی از بین می‌رود، پختن (انگلیسی:Low Hydrogen Annealing) نام دارد و برای غلبه بر ضعف روش‌هایی مثل آبکاری که باعث نفوذ هیدروژن می‌شود، استفاده می‌شود. البته این روش همیشه مؤثر نیست و برای اثرگذاری، باید در دما و زمان مناسب انجام گیرد. تست‌هایی از قبیل ASTM F1624 می‌توانند حداقل زمان پختن را مشخص کنند) به وسیله طرح آزمایش، می‌توان از نمونه‌های کمی برای این آزمایش استفاده کرد). سپس از همان آزمایش برای کنترل کیفیت پخت استفاده می‌شود.
هنگام جوشکاری، فلز را معمولاً قبل یا بعد گرم کردن وارد عملیات می‌کنند تا قبل از هر آسیبی، هیدروژن از فلز خارج شود. این کار معمولاً برای آلیاژهای مستحکم و فولادهای کم آلیاژ مثل آلیاژهای کروم، مولیبدن و وانادیم انجام می‌شود. با توجه با زمانی که برای تشکیل مولکول هیدروژن از اتم‌های آن لازم است، ترک هیدروژنی بر اثر جوشکاری بیشتر از ۲۴ ساعت پس از عملیات جوشکاری اتفاق می‌افتد.
یکی از راه‌های دیگر جلوگیری از تردی هیدروژنی، انتخاب مواد مناسب است. این یک مقاومت ذاتی ایجاد می‌کند و نیاز به انجام فرایند برای مقاومت در برابر تردی هیدروژنی را کاهش می‌دهد. فلزات و آلیاژهای خاصی مستعد این پدیده هستند و انتخاب ماده‌ای که خواص مطلوب را داشته باشد و همچنین تحت تأثیر این پدیده قرار نمی‌گیرد، یک راه حل بهینه است. تحقیقات بسیاری به منظور تهیه لیستی از این مواد انجام شده‌است.تست‌هایی از قبیل ASTM F1624 می‌توانند برای رتبه‌بندی آلیاژها و پوشش‌ها هنگام انتخاب مواد استفاده شوند. همچنین این تست‌ها می‌توانند حین کنترل کیفیت استفاده شوند.
بیشتر روش‌های تحلیلی برای تردی هیدروژنی شامل ارزیابی اثرات ۱) هیدروژن داخلی حاصل از تولید یا ۲) منابع خارجی هیدروژن مثل حفاظت کاتدی است. برای فولاد، آزمایش نمونه‌هایی حداقل به سختی نمونه‌های آزمایشگاهی مورد توجه است. در حالت ایدئال، نمونه‌ها باید از نزدیک‌ترین جنس ممکن ساخته شود، زیرا ساخت تأثیر زیادی بر مقاومت در برابر این پدیده دارد.
- در سال ۲۰۱۳ میلادی، شش ماه قبل از افتتاحیه، دهانه شرقی پل خلیج اوکلند هنگام آزمایش تخریب شد. تخریبی که در پیچ و مهره‌های این دهانه رخ داد باعث این اتفاق شد. این تخریب تنها پس از دو هفته رخ داد و منبع هیدروژن به احتمال زیاد، محیط بوده‌است.[۲۳][۲۱]
- در لندن، خیابان The Cheesegrater، پیچ‌ها دچار تردی هیدروژنی شدند. تعویض ۳۰۰۰ پیچ هزینه‌ای حدود شش میلیون پوند به همراه داشت.[۲۶][۲۷]